# Wolfstein (Verbandsgemeinde)
Pour les articles homonymes, voir Wolfstein.
Wolfstein est une Verbandsgemeinde (collectivité territoriale) de l'arrondissement de Kusel dans la Rhénanie-Palatinat en Allemagne. Le siège de cette Verbandsgemeinde est dans la ville de Wolfstein.
La Verbandsgemeinde de Wolfstein consiste en cette liste d'Ortsgemeinden (municipalités locales) :

Localisation du Verbandsgemeinde de Wolfstein dans l'arrondissement de Kusel

1. Aschbach
2. Einöllen
3. Eßweiler
4. Hefersweiler
5. Hinzweiler
6. Jettenbach
7. Kreimbach-Kaulbach
8. Nußbach
9. Oberweiler im Tal
10. Oberweiler-Tiefenbach
11. Reipoltskirchen
12. Relsberg
13. Rothselberg
14. Rutsweiler an der Lauter
15. Wolfstein